# Carlo Pallavicino
Carlo Pallavicino (Pallavicini) (Salò, Llombardia, ca. 1630 - 29 de gener de 1688) fou un compositor italià.

## Biografia
No se sap res de la seva joventut i formació musical. La seva primera activitat coneguda va ser la d'organista de la Basílica de Sant'Antonio de Pàdua, que va emprendre l'any 1665. L'any següent al Teatre San Moisè de Venècia va posar en escena les seves primeres obres d'òpera, Demetrio, Aureliano i Il tiranno humiliato (representat), després de la seva sortida de Venècia), i posteriorment va estar a Dresden, del 1666 a 1673 al servei de l'elector Joan Jordi II de Saxònia com a vicemestre de capella (vicemestre de cor); el 1672, amb la mort del mestre titular Heinrich Schütz, va ser elevat a mestre de capella.
El juny de 1673 tornà a ocupar el càrrec d'organista a Pàdua a l'església de Sant Antoni; No obstant això, només hi romangué un breu període, ja que l'any següent marxà a Venècia, on del 1674 al 1685 fou director de cor de l'Hospital dels Incurables. Paral·lelament va reprendre la seva tasca com a compositor d'òperes per a teatres venecians: el 1678 també va iniciar la seva col·laboració amb el nou "Teatre San Giovanni Grisostomo", gestionat per la família Grimani, que va ser inaugurat per ell mateix amb el drama musical Vespasiano: va monopolitzar set temporades d'activitat en aquest escenari, alhora que va continuar escrivint obres per a San Giovanni e Paolo també.
L'any següent la seva òpera Le amazoni nell'isole fortunate va ser la protagonista d'una altra inauguració: es va inaugurar el teatre privat del procurador de San Marco Contarini a Piazzola sul Brenta, on més tard va servir el compositor Domenico Freschi. També a la ciutat de la llacuna l'any 1685 va rebre la visita de Joan Jordi III de Saxònia, fill del seu primer patró, que li va oferir el càrrec de camerae ac teatralis musicae praefectus sempre a la cort saxona. Pallavicino va acceptar i, per tant, va romandre a Dresden fins a la seva mort, llevat d'un breu període en què va tornar a Venècia l'agost i setembre de 1687, estava amb el mestre de concerts Georg Gottfried Backstroh a Venècia. a principis de 1687.
Va morir a Dresden, i la seva tomba es troba al Convent de la Santa Mariestern.
Carlo Pallavicino va ser el pare del llibretista Stefano Benedetto Pallavicino i probablement també del compositor Vincenzo Pallavicino, més conegut com Vincenzo Pallavicini.

## Òperes
- Demetrio (dramma per musica, llibret de Giacomo dall'Angelo, 1666, Venècia)
- Aureliano (dramma per musica con prologo, llibret de Giacomo dall'Angelo, 1666, Venècia)
- Il tiranno humiliato d'amore, ovvero Il Meraspe (dramma per musica con prologo, llibret de Giovanni Faustini, revisada per Nicolò Beregan, 1667, Venècia)
- Diocleziano (dramma per musica, llibret de Matteo Noris, 1674, Venècia)
- Enea in Italia (dramma per musica, llibret de Giacomo Francesco Bussani, 1675, Venècia)
- Galieno (dramma per musica, llibret de Matteo Noris, 1675, Venècia)
- Vespasiano (dramma per musica, llibret de Giulio Cesare Corradi, 1678, Venècia; òpera per a la inauguració del Teatro San Giovanni Grisostomo)
- Nerone (dramma per musica, llibret de Giulio Cesare Corradi, 1679, Venècia)
- Le amazoni nell'isole fortunate (dramma per musica con prologo, llibret de Francesco Maria Piccioli, 1679, Piazzola sul Brenta; òpera per a la inauguració del teatre privat del fiscal Conratini)
- Messalina (dramma per musica, llibret de Francesco Maria Piccioli, 1679, Venècia)
- Bassiano, ovvero Il maggior impossibile (dramma per musica, llibret de Matteo Noris, 1682, Venècia)
- Carlo re d'Italia (dramma per musica, llibret de Matteo Noris, 1683, Venècia)
- Il re infante (dramma per musica, llibret de Matteo Noris, 1683, Venècia)
- Licinio imperatore (dramma per musica, llibret de Matteo Noris, 1683, Venècia)
- Ricimero re de' vandali (dramma per musica, llibret de Matteo Noris, 1684, Venècia)
- Massimo Puppieno (dramma per musica, llibret de Aurelio Aureli, 1685, Venècia)
- Penelope la casta (dramma per musica, llibret de Matteo Noris, 1685, Venècia)
- Amore inamorato (dramma per musica, llibret de Matteo Noris, 1686, Venècia)
- Didone delirante (dramma per musica, llibret de Antonio Franceschi, 1686, Venècia)
- L'amazone corsara, ovvero L'Avilda regina de' Goti (dramma per musica, llibret de Giulio Cesare Corradi, 1686, Venècia)
- La Gierusalemme liberata (de Giulio Cesare Corradi, 1687, Venècia)
- L'Antiope (de Stefano Benedetto Pallavicino, 1689, Dresden)

Oratori
- Il trionfo della castità (de Giovanni Matteo Giannini, 1688, Mòdena)